# Čuonjájavri
Čuonjájavri eller Tsuonjajavri är en sjö i Finland. Den ligger i kommunen Utsjoki i landskapet Lappland, i den norra delen av landet, 1 000 km norr om huvudstaden Helsingfors. Čuonjájavri ligger 311,7 meter över havet. Arean är 13 hektar och strandlinjen är 1,65 kilometer lång. Sjön  ingår i Pasvik älvs huvudavrinningsområde.   Omgivningarna runt Čuonjájavri är i huvudsak ett öppet busklandskap.